# 安吉拉·戴维斯
安吉拉·戴维斯（英語：Angela Davis；1944年1月26日—）是美国的一个政治活动家、学者和作家。戴维斯在20世纪60年代是全国著名的活动家和激进人士。是美國共產黨和黑豹党领袖。现在是加利福尼亚大学圣克鲁斯分校的退休教授。她的研究主要集中在女性主义、非裔美国、批判理論、马克思主义、流行音乐和社会意识，惩罚和监狱的哲学和历史上。
她曾因为是共产党的成员而被罗纳德·里根在1969年禁止任教于加利福尼亚州的任何一所大学。曾因涉嫌参与1970年8月在美国加利福尼亚州马林县的Soledad绑架和谋杀案而受审。后被宣判无罪。
她曾在1980年代两次被美国共产党提名为美国副总统候选人。

## 著作
- Abolition Democracy: Beyond Prisons, Torture, and Empire（2005年10月1日） ISBN 1-58322-695-8.
- Are Prisons Obsolete?（2003年4月） ISBN 1-58322-581-1
- Blues Legacies and Black Feminism: Gertrude "Ma" Rainey, Bessie Smith, and Billie Holiday（1999年1月26日）ISBN 0-679-77126-3
- Women, Culture & Politics（1990年2月19日）ISBN 0-679-72487-7.
- The Angela Y. Davis Reader（1998年12月11日） ISBN 0-631-20361-3.
- Women, Race, & Class（1983年2月12日）
- Angela Davis: An Autobiography（1974年9月） ISBN 0-394-48978-0
- If They Come in the Morning: Voices of Resistance (1971)
- Joan Little: The Dialectics of Rape (1975)
- The Meaning of Freedom (2012)